# Post (Texas)
Post è un centro abitato degli Stati Uniti d'America situato nella contea di Garza dello Stato del Texas. La popolazione era di 5.376 persone al censimento del 2010.

## Geografia fisica
Post si trova sulle colline ai piedi del Llano Estacado a 33°11′30″N 101°22′50″W (33.191789, -101.380432), al confine sud-orientale delle Grandi Pianure e al crocevia tra la U.S. Routes 84 e U.S. Routes 380. Secondo lo United States Census Bureau, ha un'area totale di 3,8 miglia quadrate (9,8 km²), di cui 0,04 miglia quadrate (0,10 km², 0.53%) d'acqua.

## Società

### Evoluzione demografica
Secondo il censimento del 2000, c'erano 3.708 persone, 1.243 nuclei familiari e 873 famiglie residenti nella città. La densità di popolazione era di 988,8 persone per miglio quadrato (381,8/km²). C'erano 1.419 unità abitative a una densità media di 378,4 per miglio quadrato (146,1/km²). La composizione etnica della città era formata dal 51,54% di bianchi, il 5,47% di afroamericani, lo 0,24% di nativi americani, lo 0,11% di asiatici, il 18,69% di altre razze, e il 2,91% di due o più etnie. Il 42,64% della popolazione erano Ispanici o latinos.
C'erano 1.243 nuclei familiari di cui il 34,8% aveva figli di età inferiore ai 18 anni, il 53,5% erano coppie sposate conviventi, il 13,0% aveva un capofamiglia femmina senza marito, e il 29,7% erano non-famiglie. Il 26,6% di tutti i nuclei familiari erano individuali e il 13,9% aveva componenti con un'età di 65 anni o più che vivevano da soli. Il numero di componenti medio di un nucleo familiare era di 2,62 e quello di una famiglia era di 3,17.
La popolazione era composta dal 27,5% di persone sotto i 18 anni, l'8,8% di persone dai 18 ai 24 anni, il 29,4% di persone dai 25 ai 44 anni, il 20,0% di persone dai 45 ai 64 anni, e il 14,4% di persone di 65 anni o più. L'età media era di 34 anni. Per ogni 100 femmine c'erano 114,5 maschi. Per ogni 100 femmine dai 18 anni in giù, c'erano 115,8 maschi.
Il reddito medio di un nucleo familiare era di 25.034 dollari, e quello di una famiglia era di 29.135 dollari. I maschi avevano un reddito medio di 26.318 dollari contro i 17.266 dollari delle femmine. Il reddito pro capite era di 11.113 dollari. Circa il 23,0% delle famiglie e il 27,8% della popolazione erano sotto la soglia di povertà, incluso il 34,2% di persone sotto i 18 anni e il 25,9% di persone di 65 anni o più.

## Galleria d'immagini

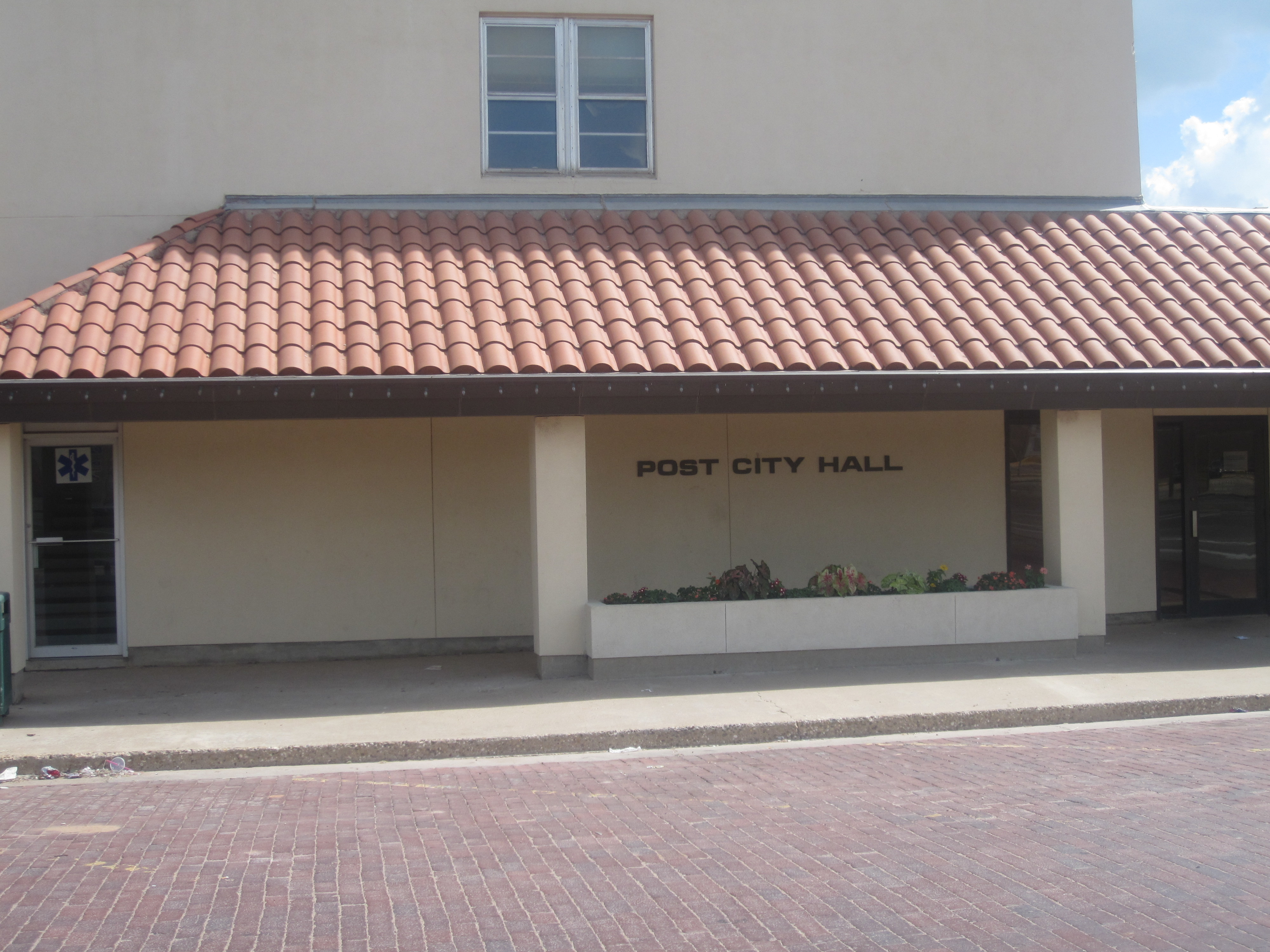
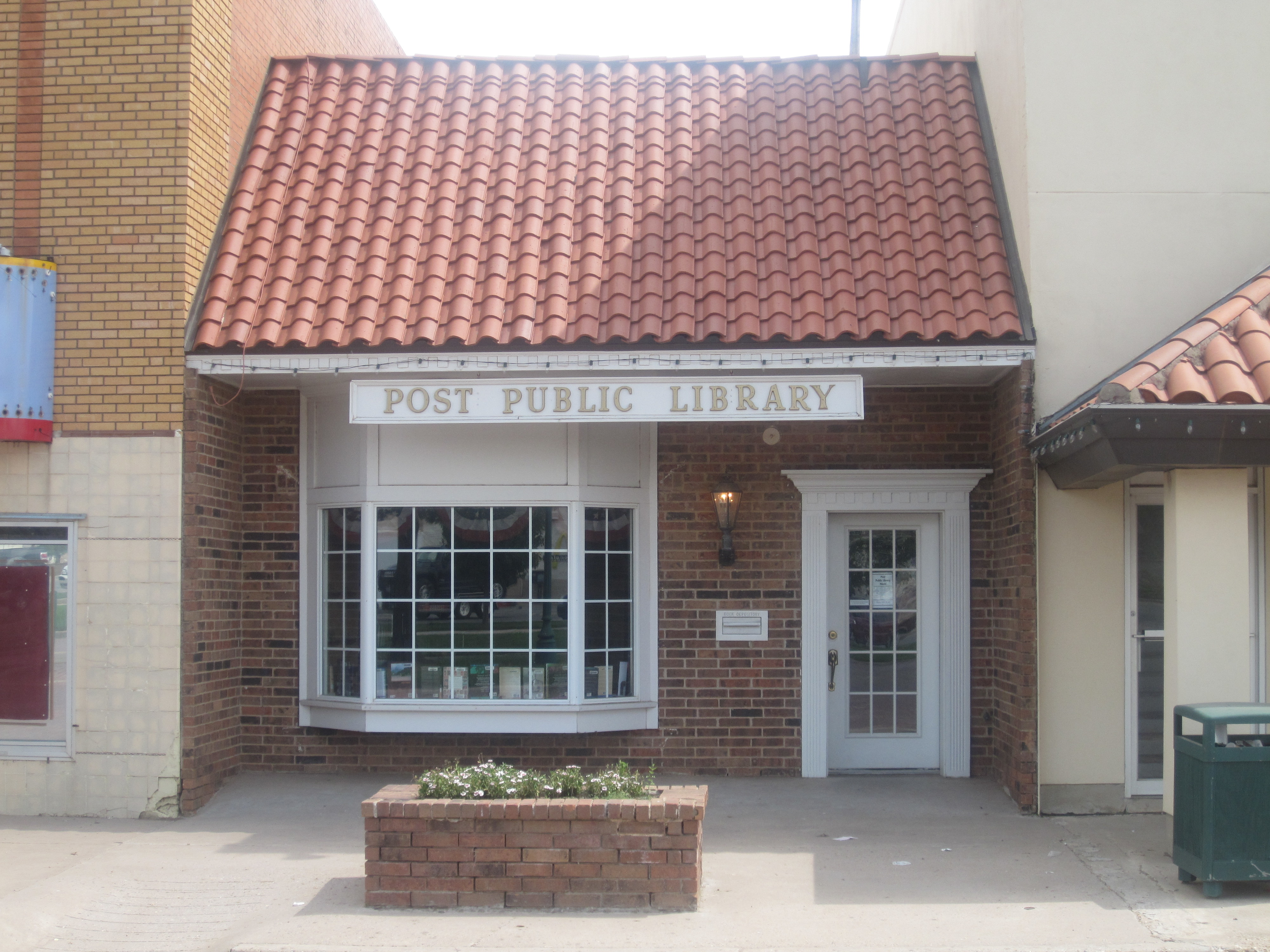
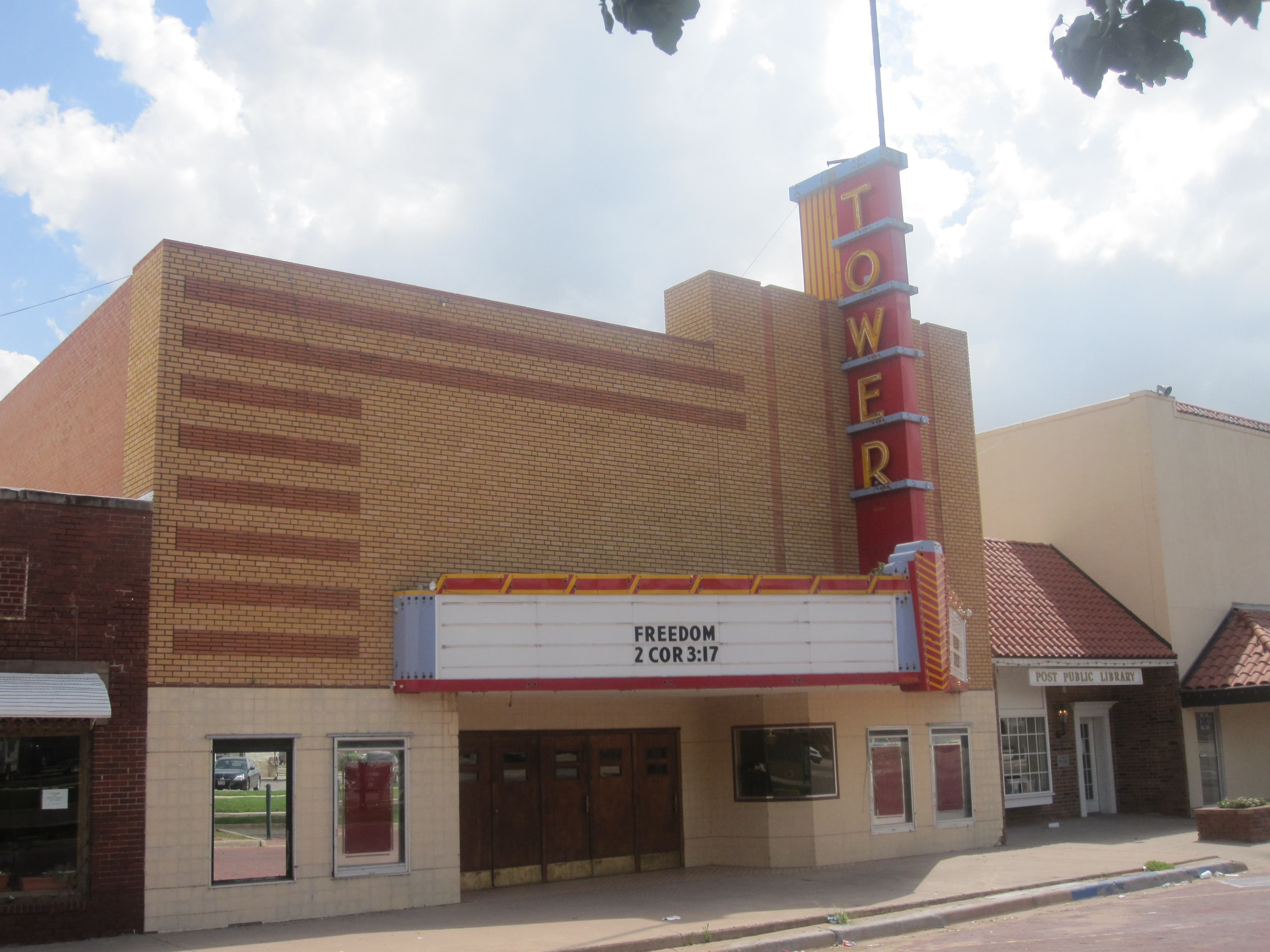
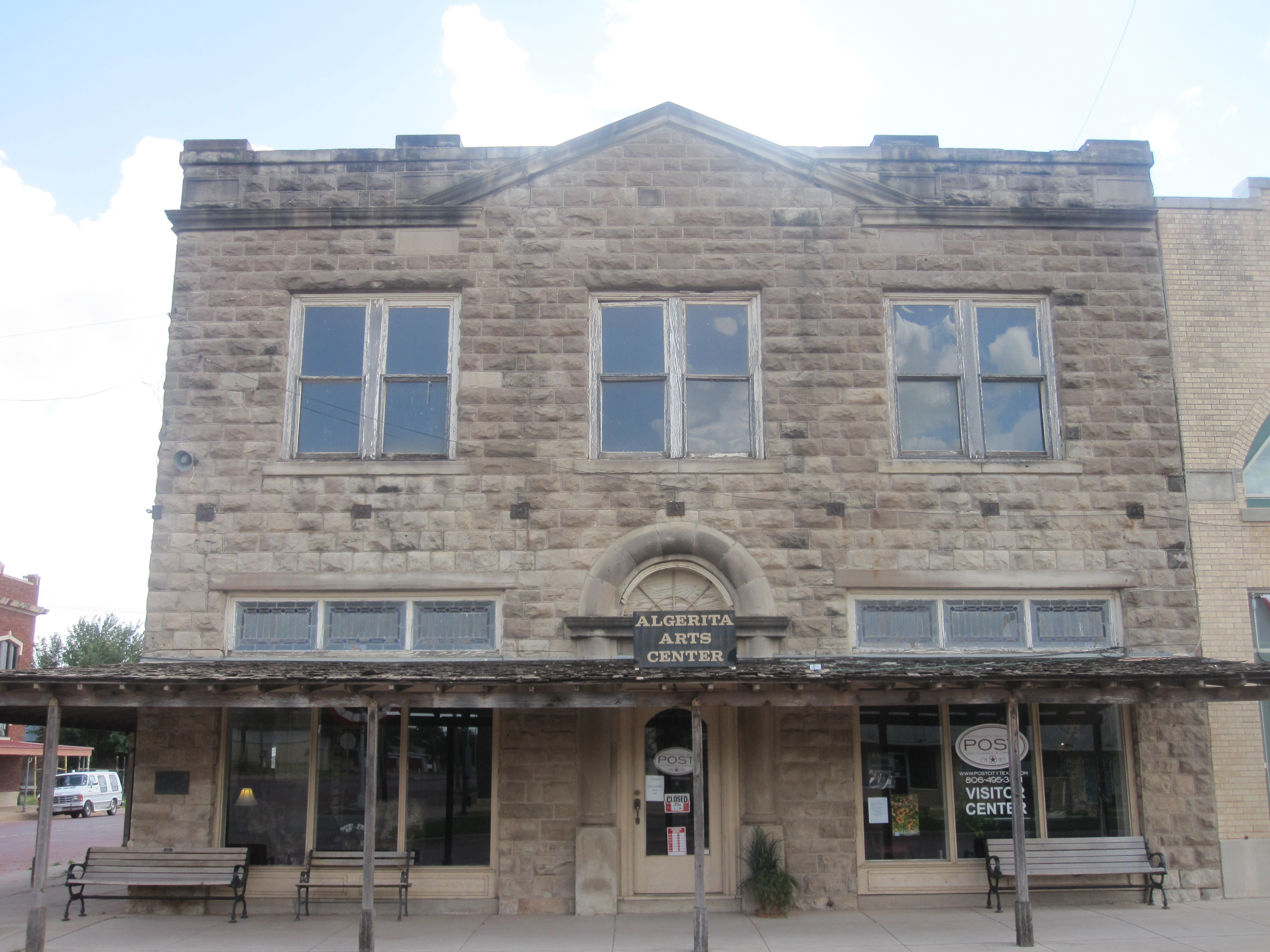
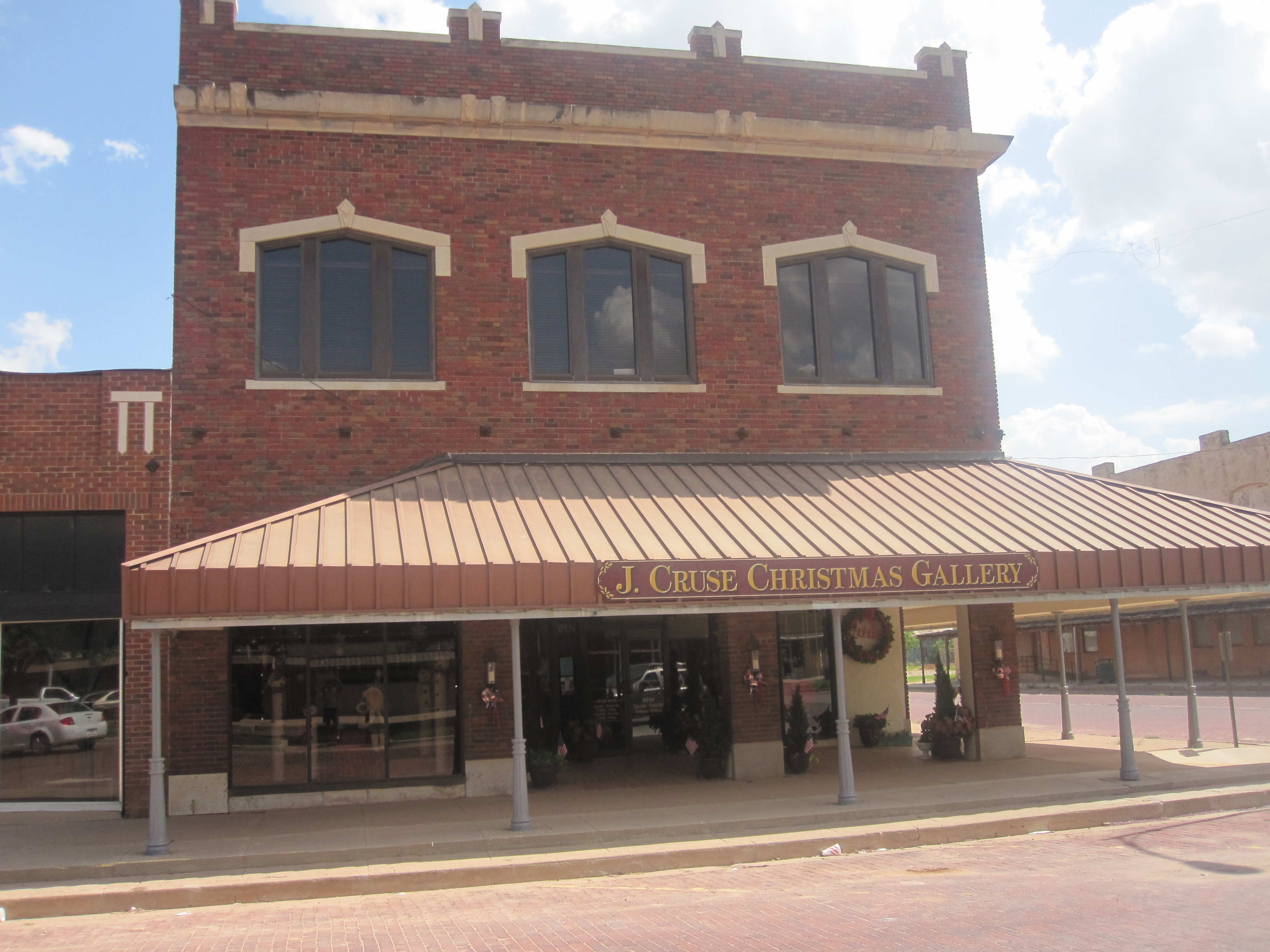
Giles McCrary.
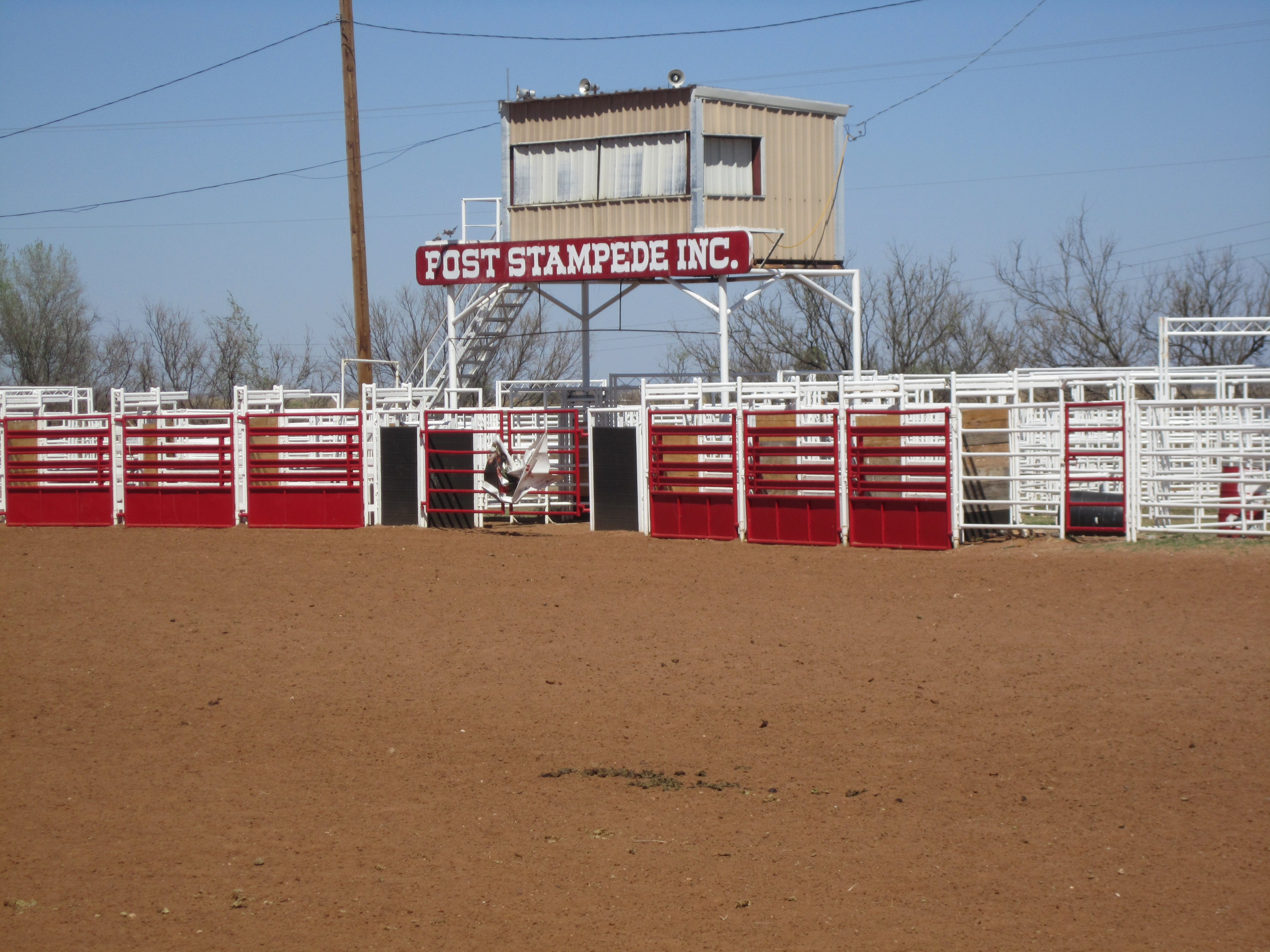
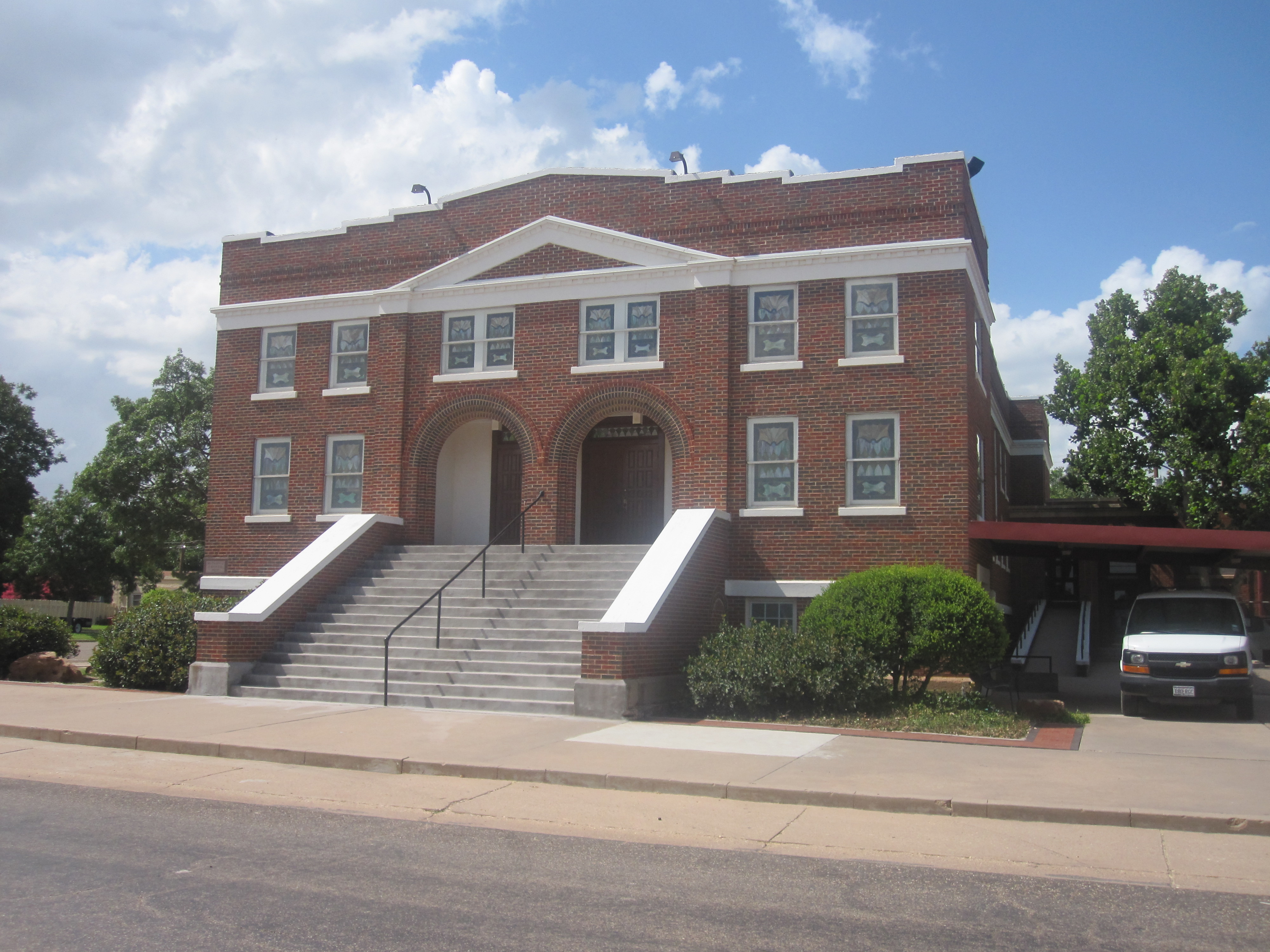
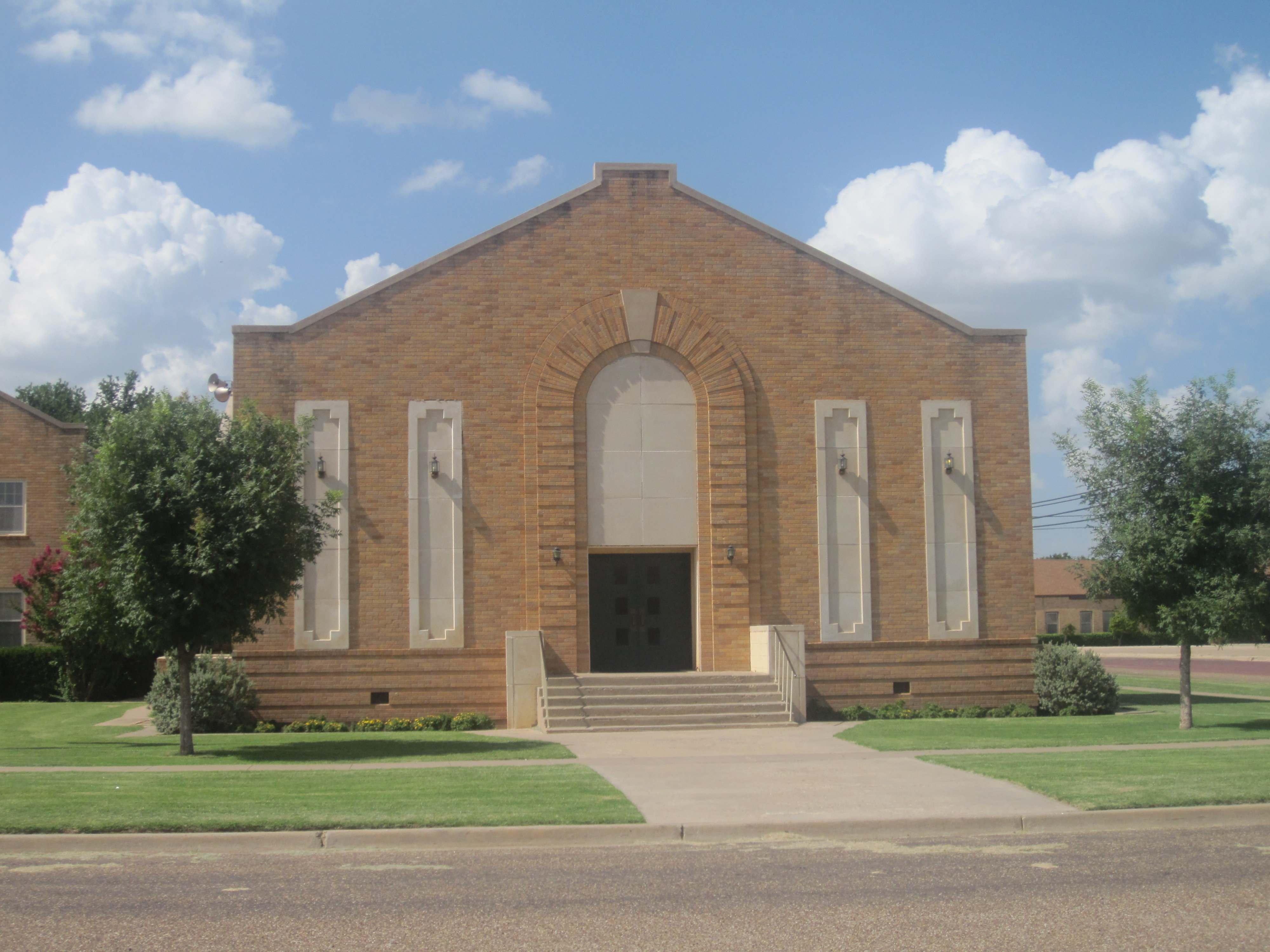
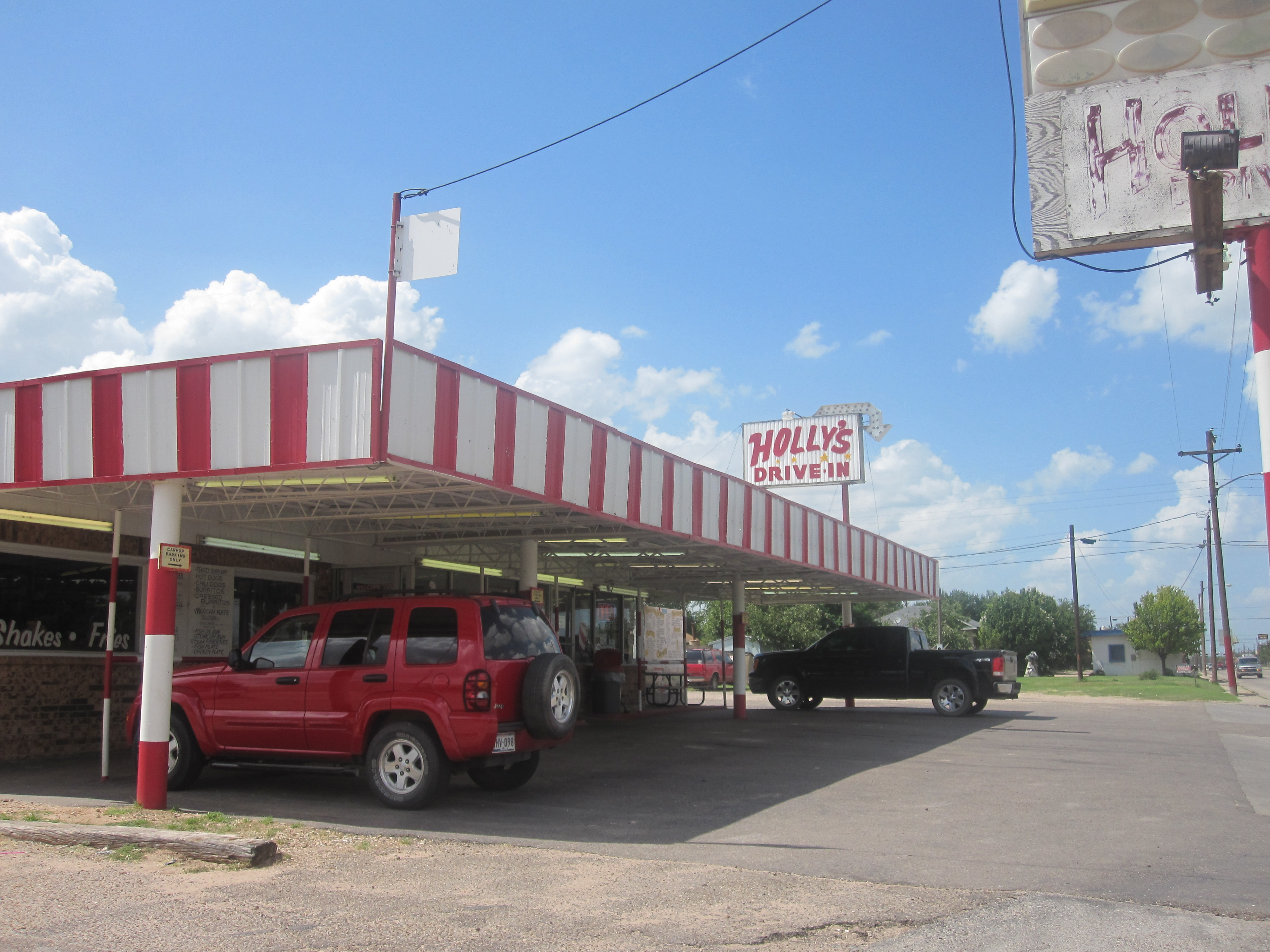
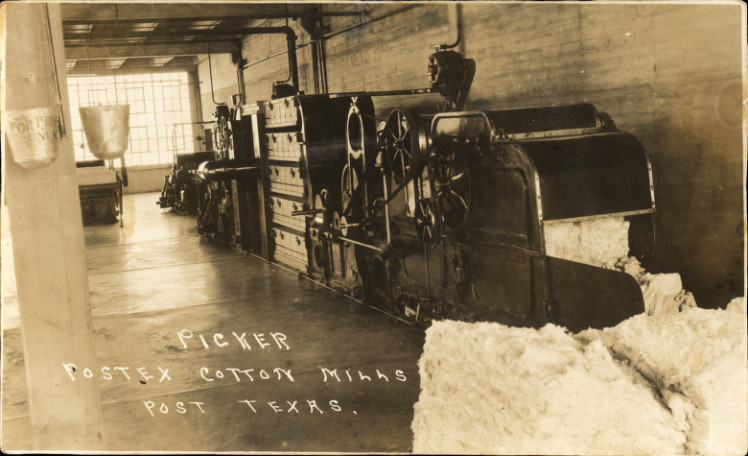